# 萍乡广播电视台
萍乡广播电视台，加掛萍乡市广电发展中心牌子，是中华人民共和国江西省的一家以萍乡市為主要播出地區的广播电视播出机构，也是中共萍乡市委、萍乡市人民政府的喉舌。廣播服務開始提供於1966年1月。電視服務開始提供於1980年4月1日。

## 历史
中华人民共和国成立后，中共萍乡县委、县人民政府于1951年成立了县广播收音站:1091，1957年改制为萍乡人民广播站，该广播站创建之年，也被萍乡市官方视为该市广播电视事业开始之年:28，其所在地萍乡镇周围地区皆可接收到其频率:1091。1960年，因萍乡县改制为縣級萍鄉市，广播站因此同步更名為萍乡市广播站:133。1966年1月，萍乡人民广播电台在广播站基础上成立，并开始呼号播音、自办节目，但成立仅九个月就被中国人民解放军接管，停止播音。1969年1月，萍乡人民广播电台重新启用，主要转播中央人民广播电台节目，并对敌台进行干扰。文化大革命结束后的1977年2月，萍乡人民广播电台恢复自办节目:1090。1995年，电台开通了调频直播，其后又在玉壶山建立了广播发射台，萍乡市下辖的莲花县自此也能接收到电台的广播讯号:28
1979年9月，中共萍乡市委、萍乡市人民政府创办了萍乡电视台，并于1980年4月1日开播，为江西省第一家地级电视台，创办之初，萍乡电视台主要转播中国中央电视台综合频道、湖南电视台和江西电视台的节目，1984年9月以后，萍乡电视台开始使用頻道標識，并播出自办节目:1092:168。其讯号可以在该市安源、上栗、芦溪全境及湘东的大部分乡镇接收:28。1992年，萍乡有线电视台创立，後與萍鄉電視台合併。1997年以后，随着芦溪县高步岭的广播电视发射台建立，湘东区偏远乡镇以及莲花县全境皆可接收到萍乡电视台的讯号:28。
2001年，萍乡市广播电视中心大楼落成，萍乡电视台与萍乡人民广播电台迁入办公。2012年，萍乡人民广播电台与萍乡电视台合并组建萍乡市广播电视台。2021年8月18日，萍乡广播电视台与萍乡日报社合并，组建萍乡市新闻传媒中心。

## 节目
萍乡广播电视台是萍乡市人民政府直屬的正處級事業單位，也被定义为中共萍乡市委与萍乡市人民政府的喉舌。其有資格組織編排製作廣播電視節目，并负责转播中央和省级广播、电视节目，以服務中國共產黨、中华人民共和国各級政府的政治宣傳。因此，该台的广播频率以及电视频道在每天晚上会分别轉播中央人民广播电台的《全國新聞聯播》以及中国中央电视台的《新闻联播》新聞節目。
在成立之初，萍乡电视台并不播出自制的节目，而是转播中央一台、湖南台、江西台的节目，1984年9月26日，电视台开始播出自制新闻节目《萍乡新闻》，其后自制节目比例开始增加，主要可分为新闻、专题、文艺、服务四类:168。除报导在地新闻的《萍乡新闻》外，原名为《九点一刻》的《八点一刻》也是该台创建历史较早、收视率较高的新闻栏目，其以报导民生新闻见长。文艺节目《七色光》則以萍乡市各学校的文艺演出等文艺节目為主，其受眾多為兒童。

## 旗下資產

### 電視服務
| 頻道名稱     | 语言       | 广播格式                       | 啟播時間     | 频道前身               | 備註                                                                         | 備註 |
| 新闻综合频道 | 汉语普通话 | SDTV 576i 16:9 HDTV 1080i 16:9 | 1980年4月1日 | 萍乡电视台             | 萍乡市第一条电视频道，现时以新闻、时事、专题类节目为主                       |      |
| 公共频道     | 汉语普通话 | SDTV 576i 16:9 HDTV 1080i 16:9 | 1992年       | 萍乡电视台经济生活频道 | 以生活服務節目和萍乡市下轄各縣級行政區之自製電視節目為主的政策性綜合電視頻道 |      |

#### 已停播或转让的电视频道
| 頻道名稱 | 语言                           | 广播格式 | 啟播時間     | 频道前身           | 備註          | 備註 |
| 教育频道 | SDTV 576i 16:9 HDTV 1080i 16:9 |          | 2023年2月6日 | 萍乡电视台科教频道 | [ 16 ] [ 17 ] |      |

### 電台頻率
| 頻道名稱     | 语言   | 频道频率     | 啟播時間 | 频道前身         | 備註                                                                       |
| 综合广播     | 普通話 | FM 106.8 MHz |          | 萍乡人民广播电台 | 萍乡市第一个广播频率，以新聞、時事、專題、公益、監督類節目為主的綜合頻率   |
| 交通文艺广播 | 普通話 | FM 99.3 MHz  |          |                  | 主要為駕車人士服務的頻率，提供路況播報、生活資訊、服務以及音樂、娛樂類節目 |

### 新媒体
| 平台类别   | 平台类别   | 名称                                       |
| ---------- | ---------- | ------------------------------------------ |
| 网站       | 网站       | 萍乡传媒网（页面存档备份，存于）（已注销） |
| 微信公众号 | 微信公众号 | 这里是萍乡（px543603）                     |
| 新浪微博   | 新浪微博   | 萍乡电视台八点一刻                         |
| 新浪微博   | 新浪微博   | 萍乡交通文艺广播                           |
| APP        | APP        | 萍乡手机台                                 |